# Горбунов, Николай Алексеевич
Николай Алексеевич Горбунов (15 октября 1907, Пермь — ????) — советский военный деятель, командир 9-й горнострелковой дивизии, полковник.

## Биография
Родился 15 октября 1907 года в городе Пермь Пермская губерния Российская империя.
В РККА с 19 сентября 1928 года.
Участник Великой Отечественной войны.
Был начальником штаба 382-й стрелковой дивизии. За войну награждён орденами: Отечественной войны II степени, «Красная Звезда», «Красное Знамя», Кутузова II степени, медалями: «За оборону Ленинграда», «За победу над Германией» и другими.
После войны продолжил службу в СКВО.
11.01.1951 полковник Горбунов Н. А. принял дивизию в Краснодаре от генерал-майора А. И. Щагина, убывшего на повышение командиром 12-го горнострелкового армейского корпуса.
11.01.1951 — 6.08.1953 — полковник командир 9-й Краснодарской Краснознамённой орденов Кутузова и Красной Звезды горнострелковой дивизии. Начальник Майкопского гарнизона. СКВО. (Майкоп, Адыгейская АО, СССР). Избирался Членом Адыгейского обкома КПСС, депутатом Адыгейского областного совета и Краснодарского краевого совета.
На его период командования пришлось бремя передислокации дивизии из Краснодара в Майкоп. Строительство военного городка «Восход» и пореворужение дивизии на новую технику. Со всеми задачами комдив справиля и передал дивизию генерал-майору Кусимову Тагиру Таиповчичу Герою Советского Союза
В 18 декабря 1956 года Указом Президиума Верховного Совета СССР награждён орденом Кутузова 2-й степени
Дата окончания службы 4 июля 1957 года
Дальнейшая судьба неизвестна.

## Награды
- Орден Ленина[6]
- Орден Красного Знамени[7]
- Орден Красного Знамени[8]
- Орден Кутузова II степени (1956)[4]
- Орден Отечественной войны I степени[9]
- Орден Красной Звезды[10]
- Орден Красной Звезды
- Медаль «За оборону Ленинграда»
- Медаль «За боевые заслуги»
- Медаль «За победу над Германией в Великой Отечественной войне 1941—1945 гг.»[11]
- Медаль «30 лет Советской Армии и Флота»[12]
- Знак «Гвардия»

## Память
- Его имя увековечено в Главном Храме Вооружённых сил России, и навсегда запечатлено на мемориале «Дорога Памяти»[13].
- На могиле установлен надгробный памятник